# Comuna Radovîci, Ivanîci
Radovîci (în ucraineană Радовичі) este o comună în raionul Ivanîci, regiunea Volînia, Ucraina, formată din satele Radovîci (reședința) și Șceneatîn.

## Demografie
Componența lingvistică a satului Radovîci
     Ucraineană (99,58%)
     Alte limbi (0,42%)
Conform recensământului din 2001, majoritatea populației satului Radovîci era vorbitoare de ucraineană (99,58%), existând în minoritate și vorbitori de alte limbi.